# Розложна
Розложна (слч. Rozložná) насељено је мјесто са административним статусом сеоске општине (слч. obec) у округу Рожњава, у Кошичком крају, Словачка Република.

## Становништво
| Година:    | 1994. | 2004.    | 2014.  | 2024.   |
| ---------- | ----- | -------- | ------ | ------- |
| Број људи: | 167   | 200      | 205    | 202     |
| Разлика:   |       | +19,76 % | +2,5 % | -1,46 % |

| Година:    | 2023. | 2024.   |
| ---------- | ----- | ------- |
| Број људи: | 209   | 202     |
| Разлика:   |       | -3,34 % |

Према подацима о броју становника из 2011. године насеље је имало 190 становника.